# Sân vận động San Mamés (2013)
San Mamés (còn được gọi là San Mamés mới hoặc San Mames Barria) là một sân vận động bóng đá toàn chỗ ngồi nằm ở Rafael Moreno Pitxitxi Kalea, Bilbao, Xứ Basque, Tây Ban Nha. Được khánh thành vào ngày 16 tháng 9 năm 2013, sân vận động đã thay thế cho sân San Mamés "cũ" để làm sân nhà cho câu lạc bộ Athletic Bilbao. Với sức chứa 53.289 chỗ ngồi, San Mamés là sân vận động lớn thứ 8 ở Tây Ban Nha và lớn nhất ở Xứ Basque.

## Lịch sử

### Quy hoạch và xây dựng
Các giai đoạn đầu tiên của quy hoạch diễn ra vào đầu năm 2004, với các hợp đồng ban đầu được ký kết vào cuối năm 2006, sau khi nhận được sự chấp thuận xây dựng vào tháng 3 năm 2006. Sân vận động mới sẽ được xây dựng bên cạnh San Mamés hiện có trên đất đã bị chiếm dụng. cho đến năm 2003 bởi Hội chợ Thương mại Quốc tế Bilbao.
Ngày 26 tháng 5 năm 2010 lúc 12:00 lễ động thổ diễn ra tại San Mamés. Sự kiện có sự tham gia của: Lehendakari của Xứ Basque, Patxi López; Phó tổng của Biscay, José Luis Bilbao; Thị trưởng Bilbao, Iñaki Azkuna; Chủ tịch Bilbao Bizkaia Kutxa, Mario Fernández; Chủ tịch Liên đoàn bóng đá Hoàng gia Tây Ban Nha, Ángel María Villar và Chủ tịch Athletic Club, Fernando García Macua.

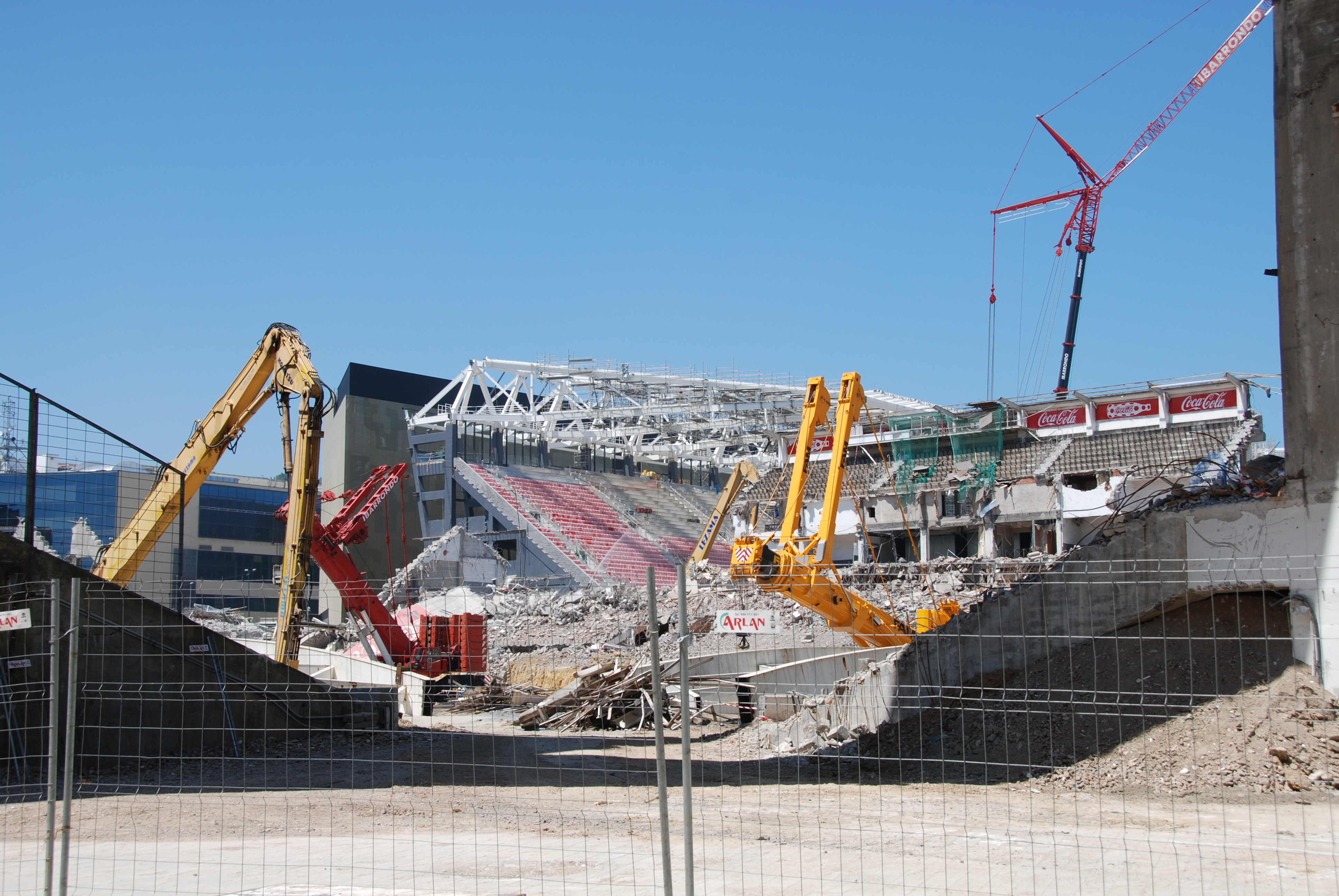
Sân vận động cũ bị phá bỏ với sân vận động mới mọc lên phía sau, tháng 6 năm 2013

Trong một màn trình diễn mang tính biểu tượng, một mảnh cỏ và một viên gạch từ mặt tiền đã được dỡ bỏ khỏi sân vận động cũ và được một dây chuyền người bao gồm các cầu thủ nổi tiếng Iribar, Larrazábal, Iturraspe và Muniain mang đến địa điểm xây dựng lân cận, đội nữ, đội dự bị và những cổ động viên lớn tuổi nhất và trẻ nhất đã đăng ký.
Ban đầu, 3/4 sân vận động mới được xây dựng và sau đó các trận đấu diễn ra trong đó, trong khi sân cũ bị phá bỏ để nhường chỗ cho việc hoàn thiện sân vận động mới.

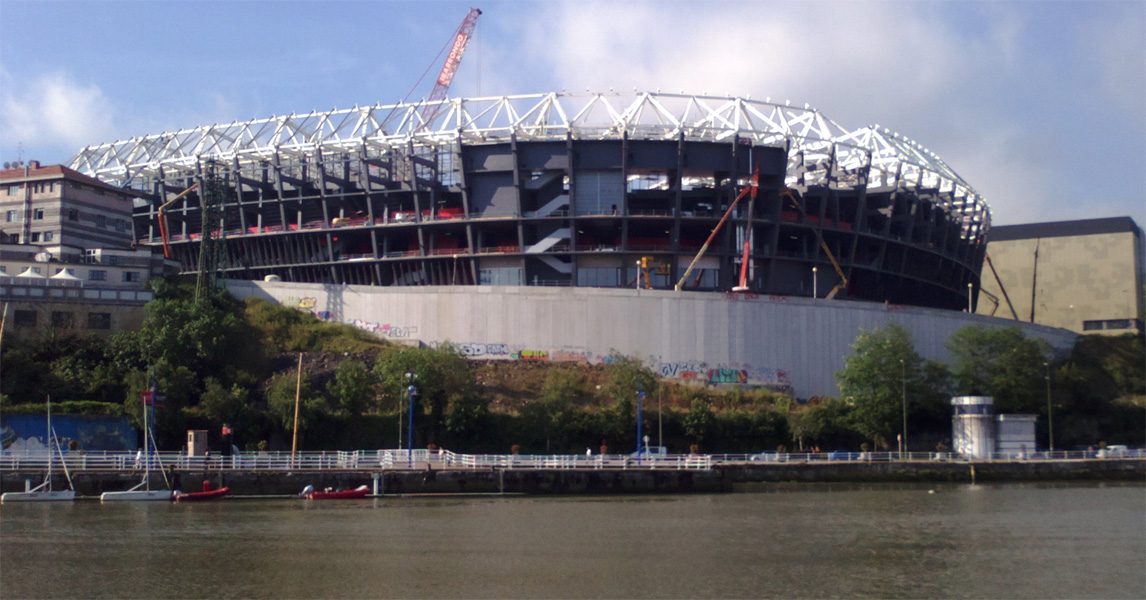
Đang xây dựng cơ bản, tháng 6 năm 2013

Bất chấp những khó khăn kinh tế mà đất nước đang phải trải qua vào thời điểm đó, đặc biệt là người dân xứ Basque, 52,6% trong tổng số 211 triệu euro (178 triệu bảng Anh) chi phí cho sân vận động được chi trả bởi các tổ chức công - một số do Chính quyền Basque (50 triệu euro), một số của Hội đồng Thành phố Bilbao (11 triệu euro) và một số của Hội đồng tỉnh Biscay (50 triệu euro bao gồm đất), cũng như Athletic (50 triệu euro bao gồm đất) và BBK/Kutxabank (50 triệu euro), với điều kiện là sân vận động sẽ bao gồm các cơ sở để công chúng sử dụng như trung tâm thể thao. Người ta tin rằng Ủy ban châu Âu đang điều tra việc sử dụng công quỹ này cho bất kỳ hành vi bất chính nào có thể xảy ra trong thỏa thuận, nhưng vào cuối năm 2013, Joaquín Almunia, ủy viên phụ trách cạnh tranh vào thời điểm đó (và một người ủng hộ Athletic từ Bilbao), đã xác nhận rằng không có trường hợp nào như vậy được theo đuổi.

### Mở đầu

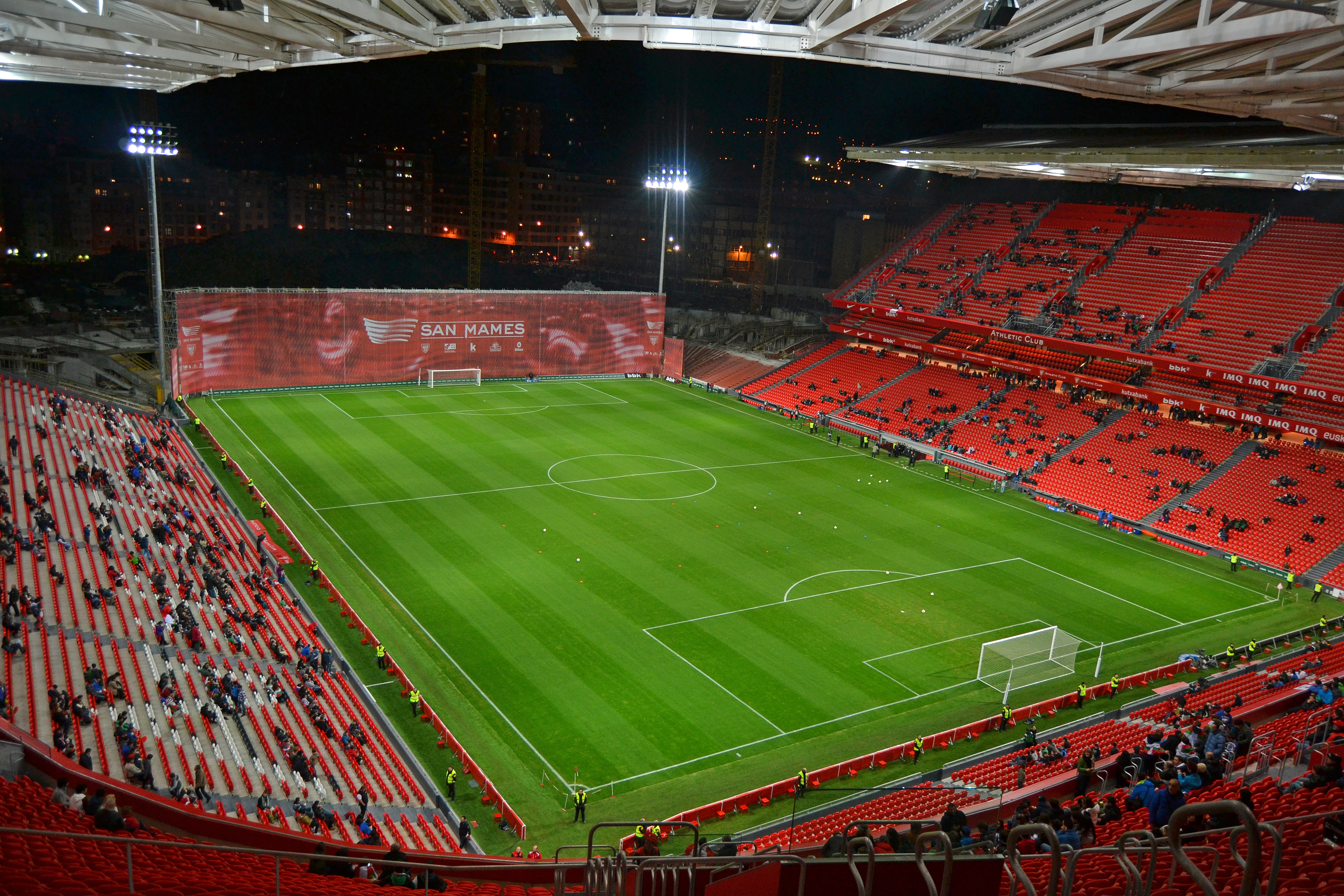
Hoàn thành một phần, tháng 12 năm 2013

San Mamés được khánh thành vào ngày 16 tháng 9 năm 2013, 102 ngày sau trận đấu cuối cùng tại sân vận động cũ. Vào thời điểm đó, sức chứa chính thức của đấu trường đã hoàn thành một phần là 35.686 chỗ ngồi. Trận đấu đầu tiên là trận đấu giải vô địch quốc gia diễn ra lúc 22:00 giữa đội chủ nhà Athletic Club và Celta Vigo, đội bóng địa phương đã giành chiến thắng 3–2. 33.000 khán giả đã dự khán trận đấu. Danh hiệu cầu thủ ghi bàn đầu tiên tại sân vận động thuộc về Charles của Celta, trong khi người ghi bàn đầu tiên của Athletic là Mikel San José vài phút sau đó. Trước trận đấu, đội trưởng của từng đội nhóm tuổi của câu lạc bộ, đội trưởng câu lạc bộ Carlos Gurpegui và chủ tịch Josu Urrutia đã tham gia một bài thuyết trình ngắn kèm theo điệu nhảy Aurresku truyền thống.
Trận đấu với Celta là trận đấu trên sân nhà thứ hai của Athletic trong mùa giải đó. Vì sân vận động mới chưa sẵn sàng nên trận mở màn của họ (thắng 2–0 trước Osasuna) được diễn ra tại Anoeta ở Donostia-San Sebastián, sân nhà của đối thủ Real Sociedad.

### Hoàn thành

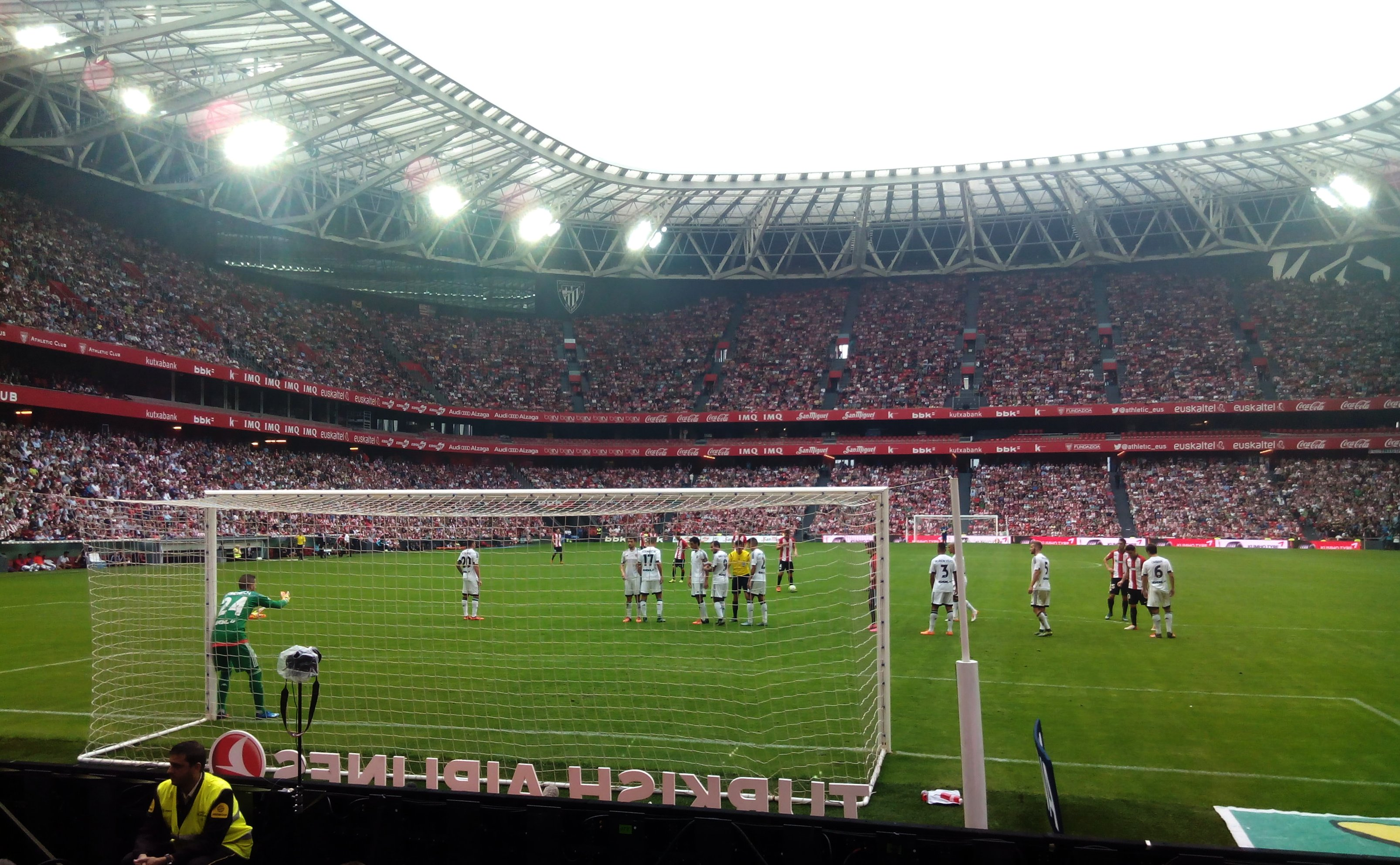
Hoạt động thể thao, 2015

Trận đấu đầu tiên trên sân vận động được lấp đầy là trận đấu play-off Champions League với Napoli vào ngày 27 tháng 8 năm 2014, với 49.017 người dự khán. Athletic giành chiến thắng 3–1 để tiến vào vòng bảng của giải đấu.

### Mở rộng mái che

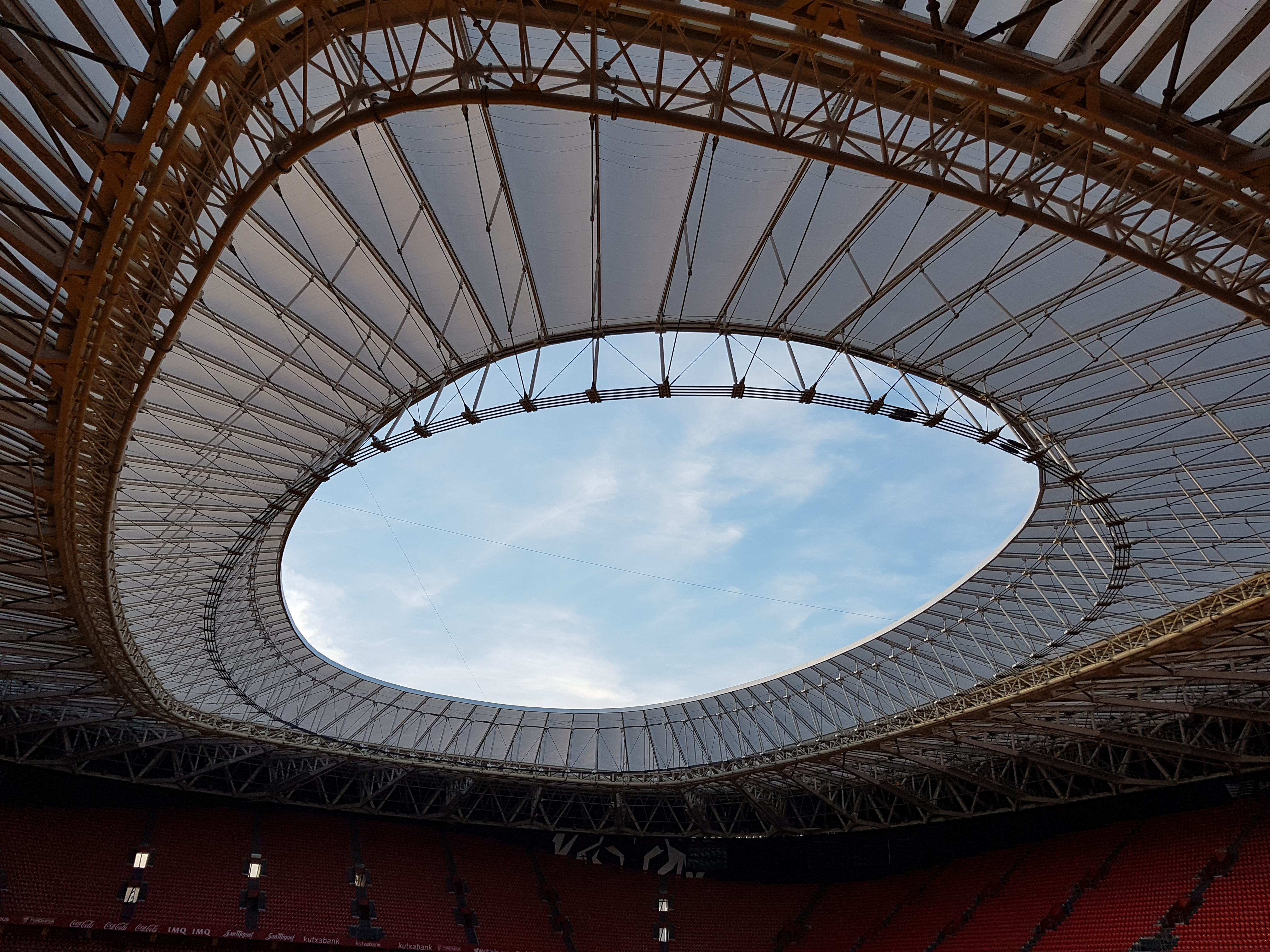
Quang cảnh mái che được mở rộng (2017)

Kể từ khi sân vận động mở cửa, những cổ động viên thường xuyên lên tiếng bất bình vì mái che không che phủ được tất cả các ghế trước điều kiện mưa thường xuyên của Bilbao. Vào cuối mùa 2015-16, trong suốt kỳ nghỉ hè và vào đầu năm 2016-17, các phần mở rộng đã được thêm vào mái che với chi phí 12,6 triệu euro, ước tính sẽ tăng 70% hiệu quả chống lại thời tiết ẩm ướt. Cuối cùng, vào ngày 20 tháng 11 năm 2016, công trình được hoàn thành và phần mở rộng mái che đã hoạt động đầy đủ trong chiến thắng 1–0 trước Villarreal CF trong một trận đấu tại La Liga. Việc thiếu ánh sáng mặt trời chiếu vào sân từ mái che được bù đắp bởi các mô-đun chiếu sáng bên trong duy trì tình trạng và sự phát triển của sân, một hệ thống được sử dụng trong các sân vận động khác ở Tây Ban Nha.

## Đặc điểm sân vận động

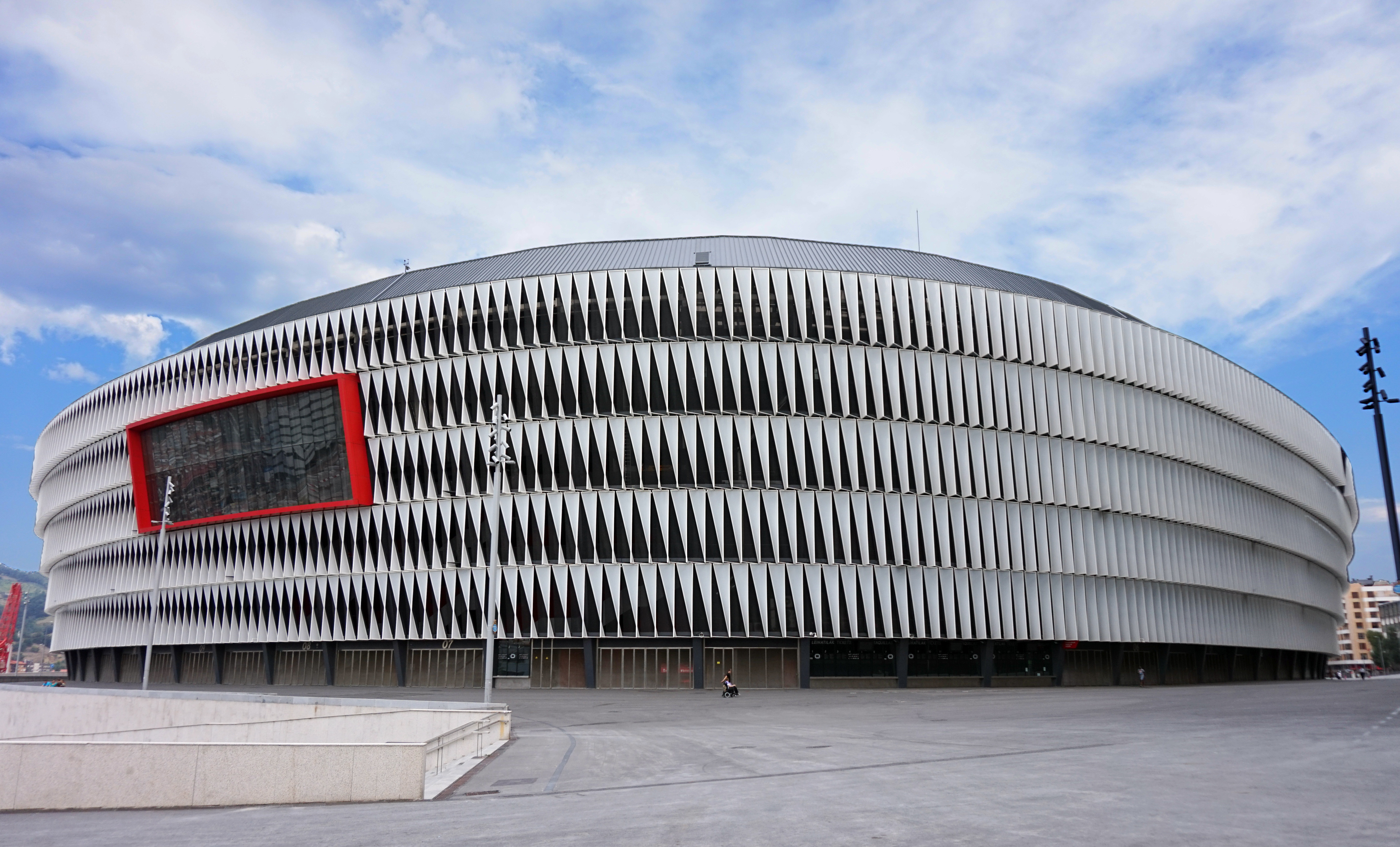
Mặt tiền sân vận động dưới ánh sáng ban ngày

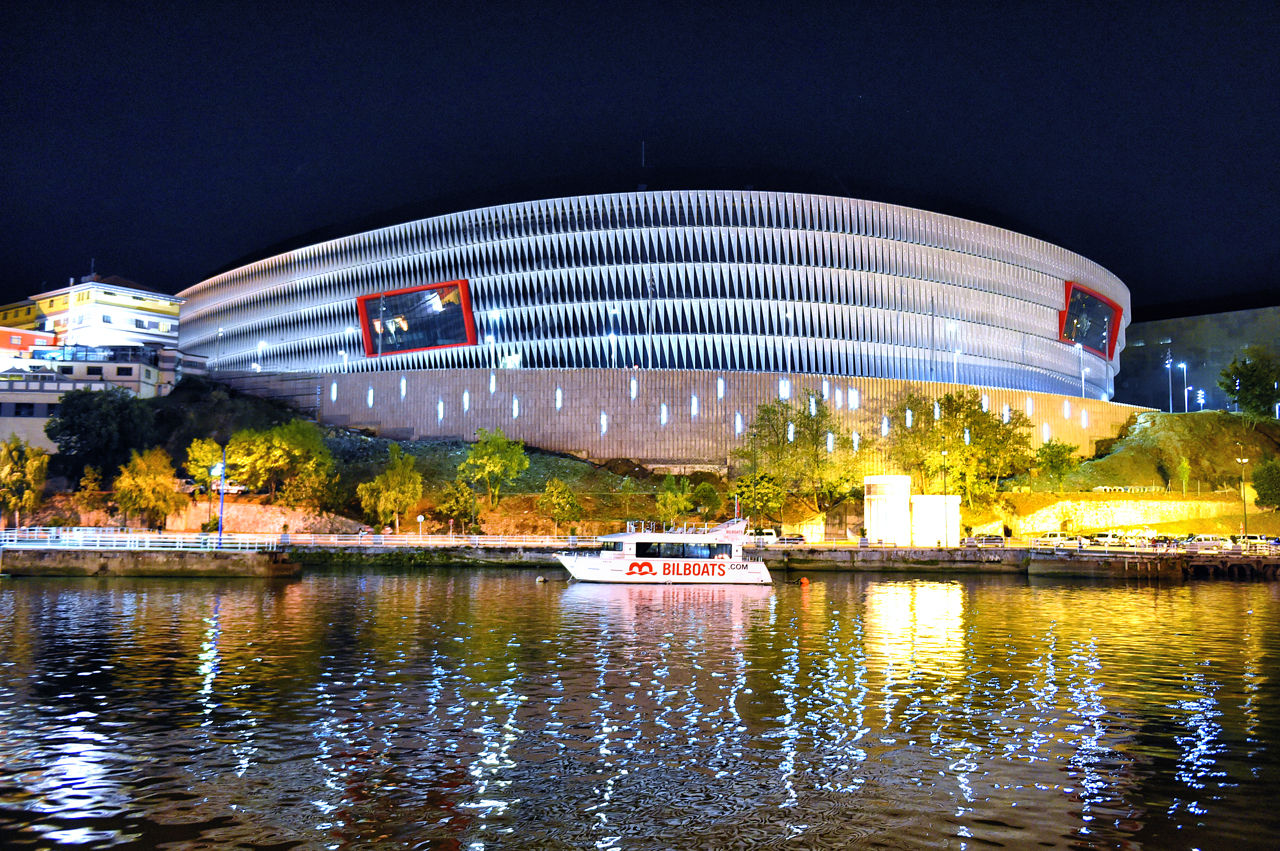
Mặt tiền vào ban đêm, được chiếu sáng

Sân vận động được trang bị một hệ thống chiếu sáng tinh vi ở bên ngoài, có thể được lập trình để chiếu sáng hàng trăm tấm trên mặt tiền của sân vận động (ban ngày có màu trắng) bằng màu đồng nhất hoặc để hiển thị đồ họa nhấp nháy hoặc chuyển động (chẳng hạn như khi mục tiêu là ghi bàn, hoặc mô-típ quả bóng ngôi sao UEFA Champions League khi Athletic đủ điều kiện cho giải đấu đó). Sân có những điểm tương đồng về mặt này với Allianz Arena ở München.
Sân cũng nằm gần Nervión hơn so với người tiền nhiệm của nó, nhìn ra sông từ một bờ cao. Vị trí trên cao của nó cho thấy một hình ảnh nổi bật của sân vận động, đặc biệt là khi được chiếu sáng.

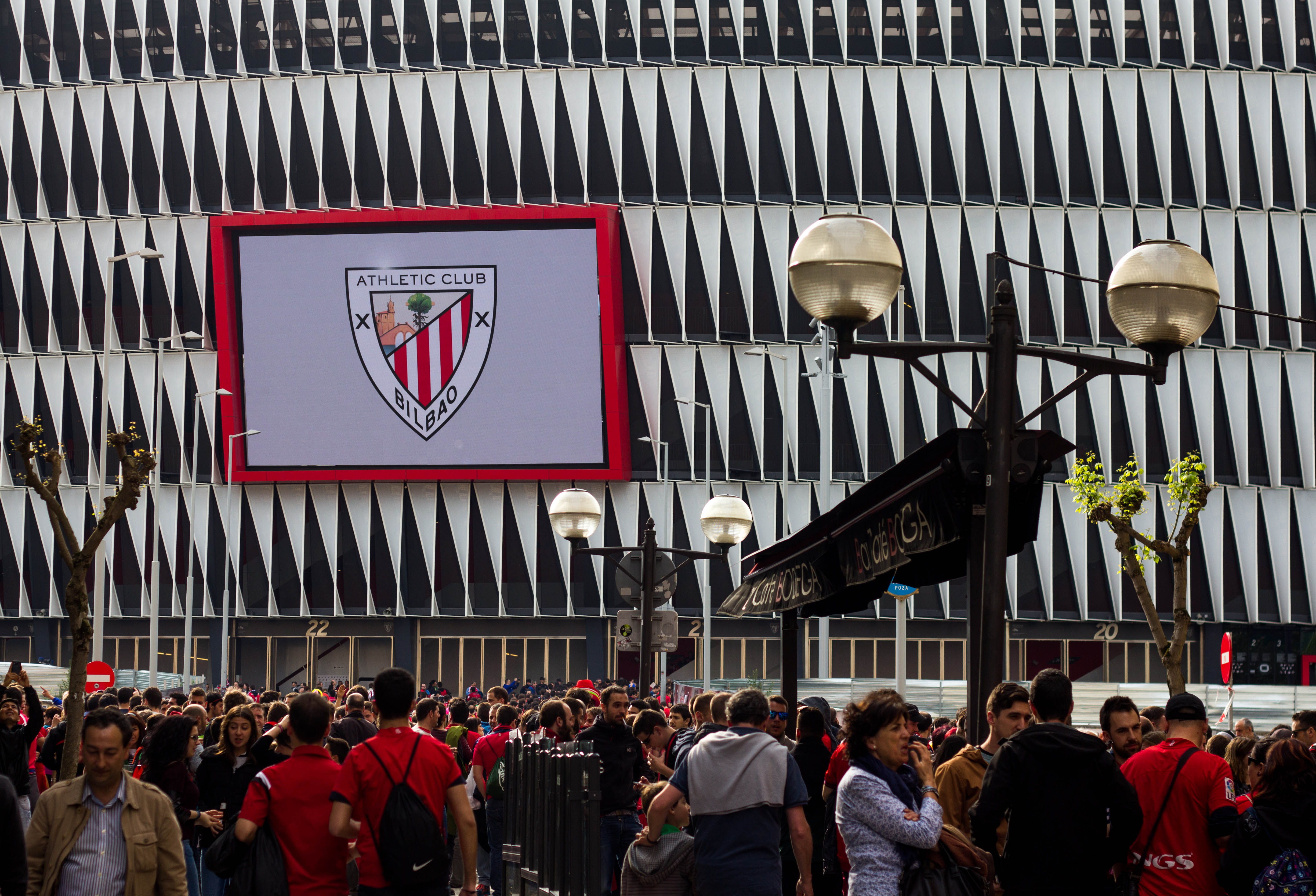
Màn hình video bên ngoài

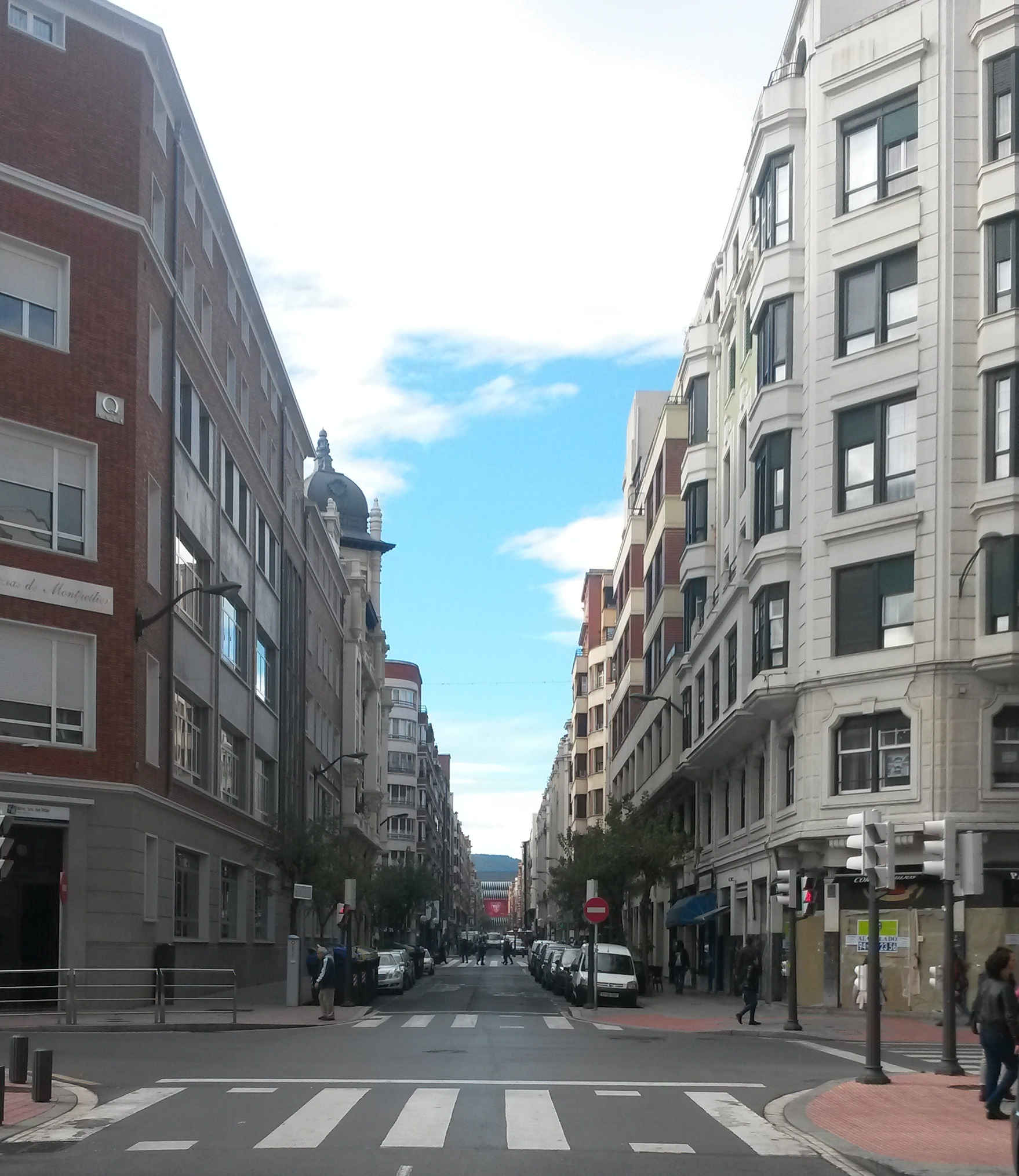
Quang cảnh nhìn về phía tây dọc theo Pozas về phía màn hình, 2014

Kể từ năm 2015, sân vận động cũng đã có một màn hình video khổng lồ bên ngoài (15,5m x 9,8m), được đặt ở vị trí nổi bật tại cùng điểm mà sân San Mamés ban đầu có biểu tượng câu lạc bộ lớn. Nó nhìn ra Pozas, một con đường chạy đến sân vận động từ trung tâm thành phố, là một con đường đi bộ phổ biến cho người hâm mộ vào các ngày thi đấu và được lót bằng các quán bar theo chủ đề Athletic.
Đó là một truyền thống của câu lạc bộ đối với các đội trưởng của các đội đến thăm sân vận động viên lần đầu tiên bày tỏ lòng kính trọng đối với thần tượng đã khuất của những năm đầu, Pichichi, bằng cách để lại một bó hoa trước tượng bán thân của cầu thủ. Trong sân vận động cũ, cái này nằm gần phòng giám đốc. Mặc dù lo ngại rằng tính năng mang tính biểu tượng này có thể không được đáp ứng tại sân vận động mới, một vị trí thích hợp đã được xác định ở lối vào đường hầm của các cầu thủ, cho phép truyền thống tiếp tục tại địa điểm mới từ năm 2013 trở đi.
Vào tháng 8 năm 2017, Athletic đã khai trương bảo tàng câu lạc bộ mới của họ tại sân vận động. Tính năng này đã vắng bóng kể từ khi sân vận động cũ đóng cửa hơn bốn năm trước đó. Trong số các tính năng nổi bật của bảo tàng là một con sư tử nhồi bông (biệt danh của câu lạc bộ) 'giành được' từ chủ tịch của Deportivo Alavés vào năm 1984 sau khi ông thua cược với các giám đốc của Athletic rằng câu lạc bộ sẽ không thể lặp lại câu lạc bộ sẽ không thể lặp lại chức vô địch La Liga 1982-83 của họ trong mùa giải tiếp theo.

## Các sự kiện đặc biệt và thông tin

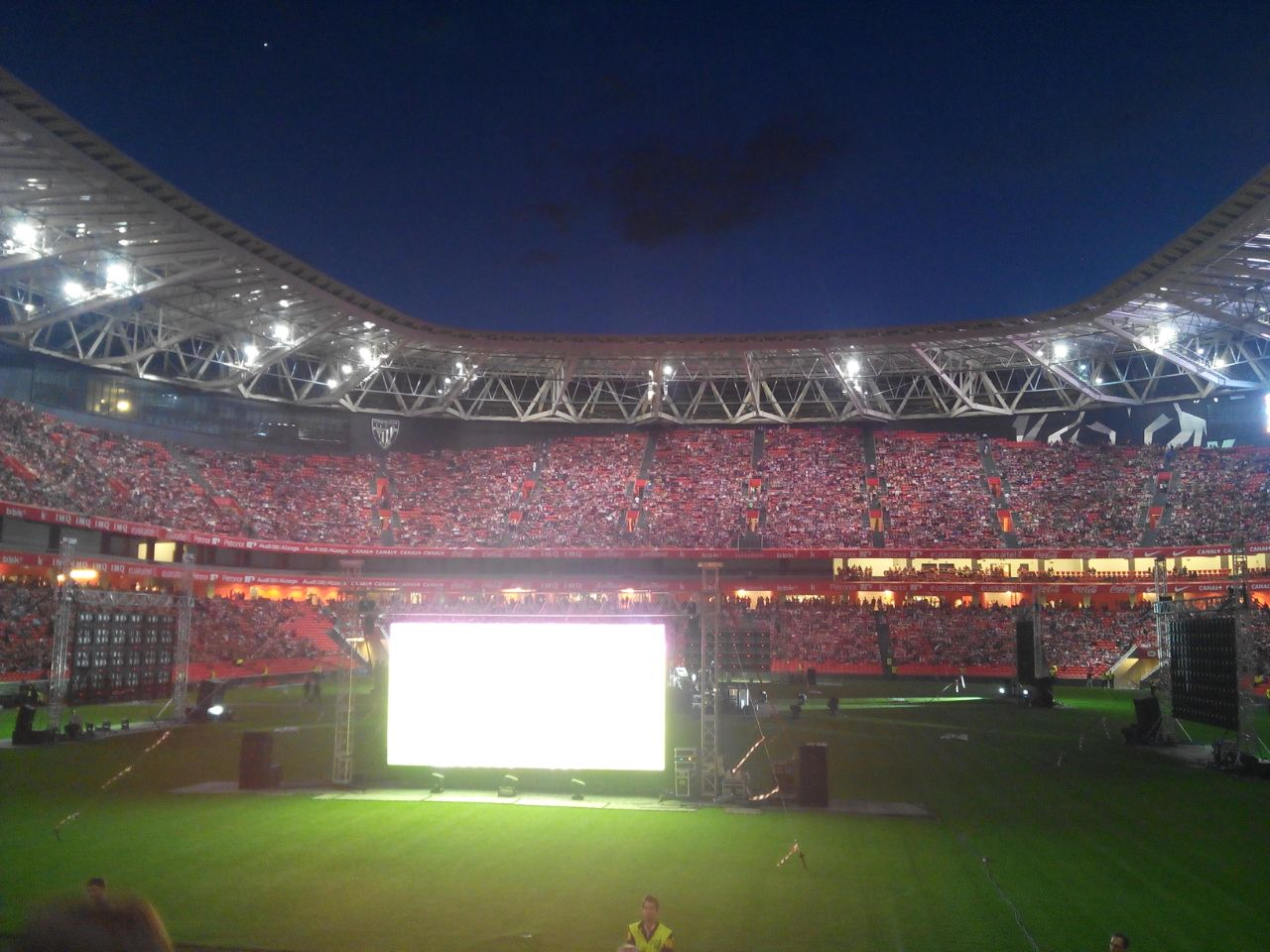
'Tia trở lại' của Chung kết Cúp Nhà vua Tây Ban Nha 2015

San Mamés mới là nơi tổ chức ba trận giao hữu của đội tuyển Xứ Basque không chính thức từ năm 2013 đến năm 2016.
Một sự kiện 'trở lại' đã được tổ chức tại sân vận động vào tháng 5 năm 2015 cho trận chung kết Cúp Nhà vua Tây Ban Nha 2015 dành cho những người hâm mộ không thể dự khán trận đấu ở Barcelona, với màn hình video khổng lồ được lắp đặt trên sân mà khán giả có thể xem từ khán đài.
Vào ngày 5 tháng 11 năm 2015, San Mamés đã được trao giải thưởng là Công trình thể thao của năm trong Lễ hội Kiến trúc Thế giới được tổ chức tại Singapore.

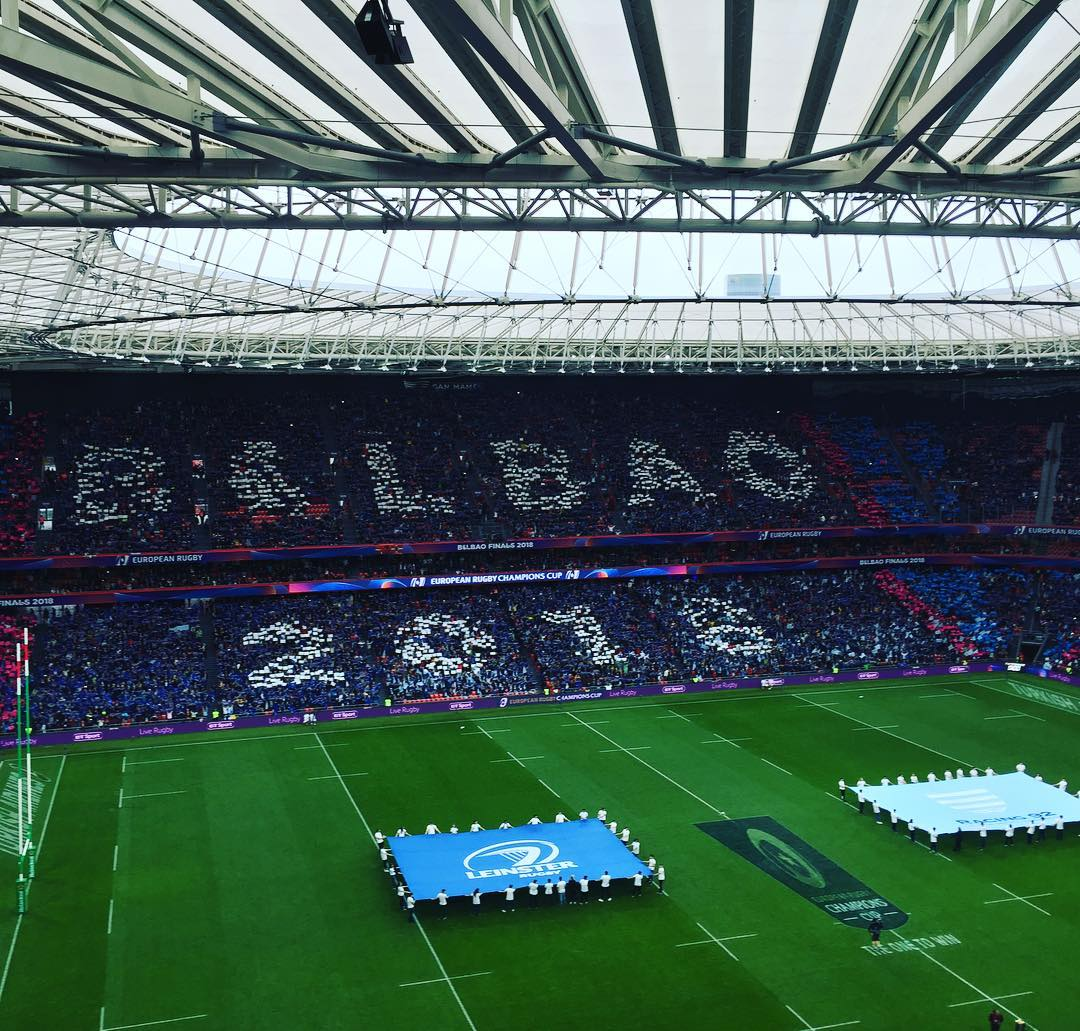
Màn trình diễn tifosi tại trận chung kết bóng bầu dục, tháng 5 năm 2018

Vào năm 2017, có khả năng thực tế là sân vận động này có thể tổ chức trận chung kết Cúp Nhà vua Tây Ban Nha lần đầu tiên sau khi Deportivo Alavés từ Vitoria-Gasteiz gần đó đủ điều kiện cho trận đấu quyết định gặp FC Barcelona. Tuy nhiên, cơ quan kiểm soát của sân vận động đã thông báo rằng sẽ không khả thi để tổ chức trận chung kết vào ngày 27 tháng 5 do tổ chức buổi hòa nhạc Guns N' Roses vào ngày 30 tháng 5. Trận chung kết Copa sau đó được giao cho Sân vận động Vicente Calderón ở Madrid, đây là lần thứ 14 địa điểm tổ chức trận chung kết nhưng rất quan trọng do đây là một trong những trận đấu cuối cùng trước khi được thay thế bằng Sân vận động Metropolitano được xây dựng lại.
Sân vận động đã tổ chức trận chung kết năm 2018 của Cúp Challenge rugby châu Âu và Cúp vô địch. Trận đấu giữa Leinster và Racing 92 đã lập kỷ lục số lượng khán giả một trận đấu duy nhất của sân vận động là 52.282 người.
Sân vận động đã tổ chức buổi hòa nhạc MTV World Stage do Berri Txarrak, Muse và Crystal Fighters đứng đầu vào ngày 3 tháng 11 năm 2018, như một phần của các sự kiện liên quan đến Giải Âm nhạc châu Âu của MTV 2018 đang được tổ chức tại Bilbao.
Vào ngày 30 tháng 1 năm 2019, San Mamés tổ chức trận đấu Cúp Nữ hoàng Tây Ban Nha giữa Athletic Bilbao và Atlético Madrid, phá vỡ kỷ lục khán giả của một trận đấu bóng đá nữ của Tây Ban Nha với 48.121 khán giả.
Khởi đầu trung hòa của chặng 13 ở Vuelta a España 2019 bao gồm một vòng đua trên sân bằng xe của giám đốc cuộc đua, theo sau là các tay đua. Mặc dù rất đông người tập trung bên ngoài sân vận động, nhưng công chúng không được phép vào bên trong để xem sự kiện. Hai tay đua xe đạp (Edward Theuns và Pierre Latour) đã xuống ngựa để thực hiện một quả phạt đền. Một sự kiện tương tự diễn ra trước chặng 5 của Tour of the Basque Country 2017.

### Giải vô địch bóng đá châu Âu 2020
Vào ngày 19 tháng 9 năm 2014, San Mamés được chọn là một trong 13 địa điểm tổ chức các trận đấu tại Giải vô địch bóng đá châu Âu 2020. Nơi đây sẽ tổ chức ba trận đấu vòng bảng và một trận đấu ở vòng 16 đội trong giải đấu. Tây Ban Nha sẽ chơi tất cả các trận đấu vòng bảng của họ tại sân vận động này, lần đầu tiên đội tuyển quốc gia chơi ở Xứ Basque trong hơn 50 năm (San Mamés cũ đã tổ chức sáu trận đấu từ năm 1921 đến năm 1967 và một trận đấu duy nhất được tổ chức ở San Sebastián vào năm 1923). Tuy nhiên, San Mamés đã được thay thế bằng Sân vận động La Cartuja ở Sevilla do đại dịch COVID-19 tại Tây Ban Nha, với tỷ lệ lây nhiễm ở Xứ Basque cao hơn ở Andalucía vào thời điểm sắp xếp cuối cùng cho giải đấu vào tháng 4 năm 2021.
Vào ngày 16 tháng 7 năm 2021, Ủy ban điều hành UEFA thông báo rằng do việc tước quyền đăng cai Euro 2020, San Mamés đã được trao quyền tổ chức các trận chung kết UEFA Women's Champions League 2024 và trận chung kết UEFA Europa League 2025. Đây là một phần của thỏa thuận dàn xếp của UEFA nhằm ghi nhận những nỗ lực và đầu tư tài chính được thực hiện để đăng cai Giải vô địch bóng đá châu Âu 2020 của sân vận động này.

### Buổi hòa nhạc
| Buổi hòa nhạc tại Sân vận động San Mamés | Buổi hòa nhạc tại Sân vận động San Mamés | Buổi hòa nhạc tại Sân vận động San Mamés | Buổi hòa nhạc tại Sân vận động San Mamés |
| Ngày                                     | Nghệ sĩ                                  | Chuyến lưu diễn                          | Khán giả                                 |
| ---------------------------------------- | ---------------------------------------- | ---------------------------------------- | ---------------------------------------- |
| 30 tháng 5 năm 2017                      | Guns N' Roses                            | Not in This Lifetime... Tour             | 27.955                                   |

## Truy cập
Sân vận động được phục vụ tốt bởi các phương tiện giao thông công cộng: nó nằm đối diện với bến xe buýt khu vực Termibus của thành phố và có một nhà ga chuyên dụng - San Mamés (Tàu điện ngầm Bilbao) kết nối mạng lưới xe điện, tàu điện ngầm và đường sắt đi lại của Bilbao. Đường lớn AP-8 cũng ở gần đó. Sân vận động cũng nằm trong khoảng cách đi bộ hợp lý từ hầu hết các khu vực của trung tâm thành phố, ví dụ: khoảng 2 km từ Casco Viejo (khu phố cổ).